# Serie a 21
La Serie a 21 o del 21 o Tecnica 21, conosciuta in lingua inglese come 21's o Twenty-ones, è una tecnica speciale utilizzata nell'allenamento coi pesi, in particolare nel body building e nel fitness.

## Definizione
La Serie a 21 prende il nome dal numero totale di ripetizioni per serie che si eseguono con questa tecnica. Ogni serie prevede l'esecuzione di 21 ripetizioni, ma in realtà si tratta di 3 serie consecutive da 7 ripetizioni nello stesso esercizio, che vengono diversificate tra loro dal diverso arco di movimento compiuto (Range of motion, ROM). L'esercizio viene quindi suddiviso in 3 parti: le prime 7 ripetizioni vengono svolte seguendo la parte inferiore dell'arco di movimento; nelle 7 successive si percorre l'arco di movimento superiore che non era stato attraversato precedentemente; le ultime 7 prevedono di attraversare l'arco di movimento completo dell'esercizio. In altri termini le prime 14 ripetizioni sono delle mezze ripetizioni che percorrono un diverso angolo di lavoro, a cui seguono delle normali ripetizioni complete. Altri autori descrivono le fasi del 21's in maniera diversa: le prime 7 comprenderebbero l'arco di movimento più impegnativo, le 7 successive percorrerebbero una traiettoria dalla difficoltà intermedia, e le ultime 7 quella più vantaggiosa. In questo caso si eseguirebbe il primo gruppo di ripetizioni percorrendo solo il range più difficile e svantaggioso (definito come "momento torcente"). Raggiunto il cedimento muscolare su questa breve traiettoria, si passa alla parte di difficoltà intermedia, per poi passare all'arco di movimento più facile. In questo caso le 21's non prevederebbero l'esecuzione di una parte di ripetizioni a range di movimento completo, e si presenterebbero come una variante delle ripetizioni parziali, in quanto ognuno dei 3 diversi range di movimento eseguiti risulterebbe di fatto parziale. Sembrerebbe però che la più comune definizione delle 21's coincida con la prima variante descritta.
Le Twenty-ones servono a scioccare il muscolo obbligandolo a sopportare un tipo di sforzo a cui non è abituato, imponendo di fermare il movimento a metà strada durante il range of motion. Nonostante venga denominata Serie a 21, questa tecnica potrebbe essere eseguita anche con un numero inferiore di ripetizioni applicando lo stesso principio. Questo permetterebbe di variare l'intensità del carico (% 1 RM). Effettivamente 21 ripetizioni complete equivalgono ad un'intensità relativa di circa il 60% di 1 RM. Se si intendesse lavorare con carichi e intensità maggiori, sarebbe necessario ridurre le ripetizioni (ad esempio 4+4+4=12 ripetizioni). Naturalmente non si dovrebbe raggiungere il cedimento muscolare alla settima ripetizione (~83% 1 RM), altrimenti risulterebbe difficoltoso il compimento delle ripetizioni successive, sebbene risultino parziali.
Solitamente questa tecnica viene applicata su esercizi monoarticolari (o di isolamento) come il curl per bicipiti o il leg curl. L'esempio più classico di questa tecnica viene esposto proprio con il primo degli esercizi descritti. Contrariamente a molte tecniche speciali usate nell'esercizio coi pesi, sembra che le 21's non siano state testate a livello scientifico, pertanto non se ne potrebbe confermare l'eventuale efficacia. Quello che si può osservare, è che tale metodo impone l'utilizzo di carichi e di intensità abbastanza ridotti da poter permettere abbastanza ripetizioni, pertanto se ne potrebbe riconoscere un'efficacia quasi paragonabile alle tecnica a bassa intensità (50-65% 1-RM). Tuttavia è possibile supporre che gli effetti siano simili a quelli delle ripetizioni parziali, e di tecniche che portano ad un prolungamento del Time Under Tension (TUT) particolarmente enfatizzato, e che permettono di sollevare carichi relativi a basse intensità.

## Altre tecniche di allenamento di resistenza
- Super set
- Tri set
- Set gigante
- Stretch contrastato
- Stripping
- Rest pause
- Ripetizioni eccentriche
- Ripetizioni forzate
- Ripetizioni negative
- Ripetizioni parziali
- Cheating
- Super slow
- Peak contraction
- Doppio impatto
- Blocco circolatorio
- Sistema piramidale
- Mantieni Peso (MP)
- Mantieni Ripetizioni (MR)
- Lock-out
- Cedimento muscolare